# Хосе Уррусменді
Хосе Уррусменді (ісп. José Urruzmendi, нар. 25 серпня 1944) — уругвайський футболіст, що грав на позиції нападника. Виступав, зокрема, за клуби «Насьйональ» та «Дефенсор Спортінг», а також національну збірну Уругваю.
Триразовий чемпіон Уругваю. У складі збірної — переможець чемпіонату Південної Америки. 

## Клубна кар'єра
У дорослому футболі дебютував 1961 року виступами за команду «Насьйональ», в якій провів шість сезонів, взявши участь у 127 матчах чемпіонату.  Більшість часу, проведеного у складі «Насьйоналя», був основним гравцем атакувальної ланки команди. У складі «Насьйоналя» був одним з головних бомбардирів команди, у 127 матчах відзначився 51-им голом. За цей час двічі виборював титул чемпіона Уругваю (1963 та 1966 року). У 1964 році зіграв у фінальному матчі кубку Лібертадорес, в якому «Насьйональ» поступився аргентинському «Індепендьєнте» (зграв в обох матчах). У 1967 році знову грав у фіналі вище вказаного турніру, зіграв у стартовому складі в усих трьох вирішальних матчах, але не зміг допомогти уругвайцям обіграти інший аргентинський клуб, «Расінг» (Авельянеда). 
У 1968 році підписав контракт з аргентинським «Індепендьєнте». Зіграв 9 матчів у групі Б Прімера дивізіону (Метрополітано), в яких відзначився 2-ма голами. У 1969 році підсилив бразильський «Інтернасьйонал».
1969 році на запрошення Алехандро Моралеса перейшов до клубу «Дефенсор Спортінг». Наступного року допоміг клубу уникнути вильоту до нижчого дивізіону завдяки перемозі в плей-оф за право збереження місця в еліті уругвайського футболу за який відіграв 8 сезонів. За цей час додав до переліку своїх трофеїв ще один титул чемпіона Уругваю. Завершив професійну кар'єру футболіста виступами за команду «Дефенсор Спортінг» у 1977 році. Також виступав у Венесуелі за «Естудьянтес де Меріда», але хронологічні рамки невідомі.

## Виступи за збірну
1965 року дебютував у складі національної збірної Уругваю. У складі збірної був учасником чемпіонату світу 1966 року в Англії (не зіграв жодного матчу на турнірі) та Чемпіонату Південної Америки 1967 року в Уругваї, здобувши того року титул континентального чемпіона.
Загалом протягом кар'єри у національній команді, яка тривала 3 роки, провів у її формі 21 матч, забивши 8 голів.

## Кар'єра тренера
Після закінчення кар'єри футболіста працював тренером. У Гондурасі тренував клуб з другого дивізіону «Крус Асуль» з міста Сан Хосе де Колінас, а в Уругваї працював з такими клубами, як «Платенсе» (Монтевідео) і «Расінг» (Монтевідео).

## Особисте життя
Батько, Еусебіо Уррусменді, також професіональний футболіст.

## Досягнення
«Насьйональ»
- Прімера Дивізіон Уругваю
  -  Чемпіон (2): 1963, 1966

«Дефенсор Спортінг»:
- Прімера Дивізіон Уругваю
  -  Чемпіон (1): 1976

збірна Уругваю
- Чемпіонат Південної Америки
  -  Володар (1): 1967